# شهرستان بروم-میسیسکوا
شهرستان بروم-میسیسکوا (به انگلیسی: Brome-Missisquoi Regional County Municipality) یک منطقهٔ مسکونی در کانادا است که در ناحیه مونترژی واقع شده‌است. شهرستان بروم-میسیسکوا ۱٬۶۸۵٫۹۰ کیلومتر مربع مساحت و ۵۵٬۶۲۱ نفر جمعیت دارد.